# Bentley Mulsanne (1980)
De Bentley Mulsanne was een automodel van het Britse luxemerk Bentley dat van 1980 tot 1992 aangeboden werd. De Mulsanne was verwant aan de Rolls-Royce Silver Spirit. De wagen is vernoemd naar de Mulsanne Straight, een recht stuk op de 24 uur van Le Mans.

## Mulsanne
De Mulsanne werd aangedreven door een 6,75-liter V8-motor die 204 pk leverde, gekoppeld aan een viertraps automatische transmissie. Vanaf 1986 werden de twee carburateurs vervangen door een brandstofinjectie van Bosch. Er was ook een soortgelijk model leverbaar, genaamd de Bentley Eight. 

## Mulsanne Turbo
In 1982 werd de Mulsanne Turbo gelanceerd met een Garrett turbocompressor die zorgde voor een toename van het motorvermogen met 50%. In 1985 werd de Mulsanne Turbo vervangen door de Bentley Turbo R die uitgerust was met een versie van de 6,75-liter V8-motor met brandstofinjectie.

## Mulsanne S
De Mulsanne S werd geïntroduceerd in 1987. Hoewel dit model geen turbocompressor had, waren veel van de andere details vergelijkbaar met de Turbo R, inclusief het interieur en de lichtmetalen velgen. De ophanging werd versterkt voor een sportiever rijgedrag en de rechthoekige koplampen uit de jaren tachtig maakten in 1989 plaats voor dubbele ronde koplampen. De Mulsanne S werd geproduceerd tot 1992.

## Productiecijfers
- Mulsanne (1980-1987): 533
- Mulsanne Turbo (1982-1985): 516
- Mulsanne S (1997-1992): 970
- Totaal: 2019

## Fotogalerij

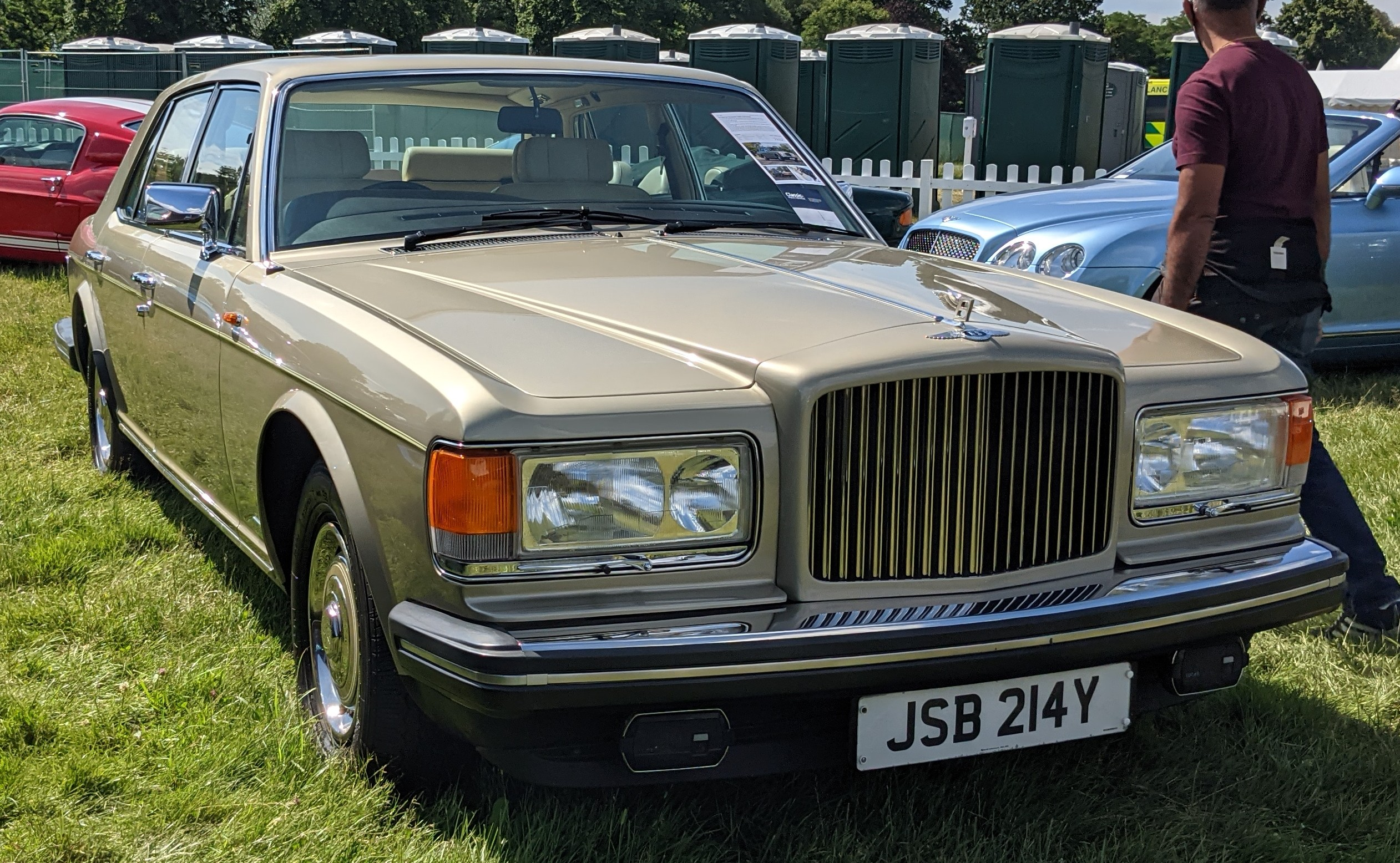
Mulsanne Turbo
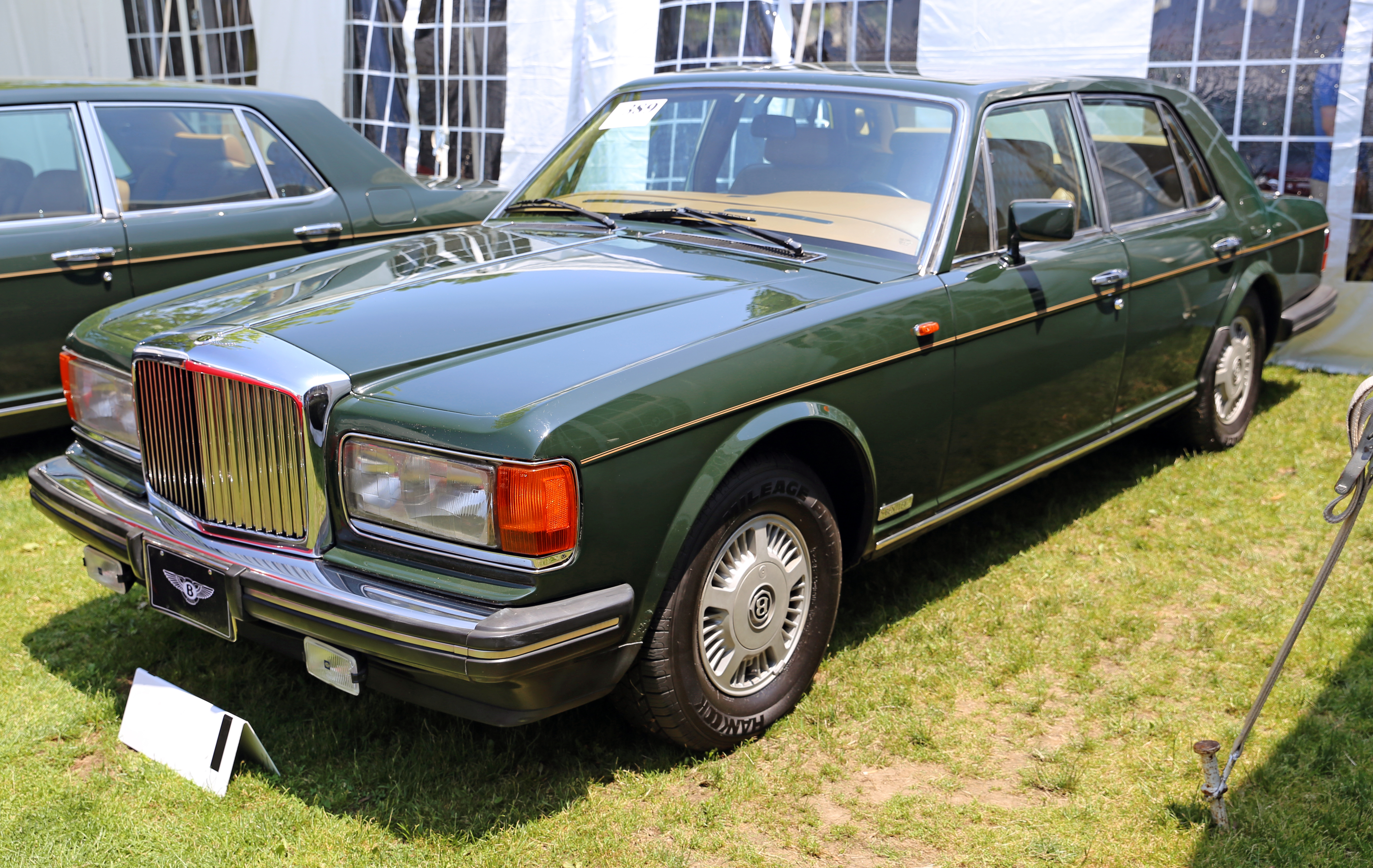
Mulsanne S
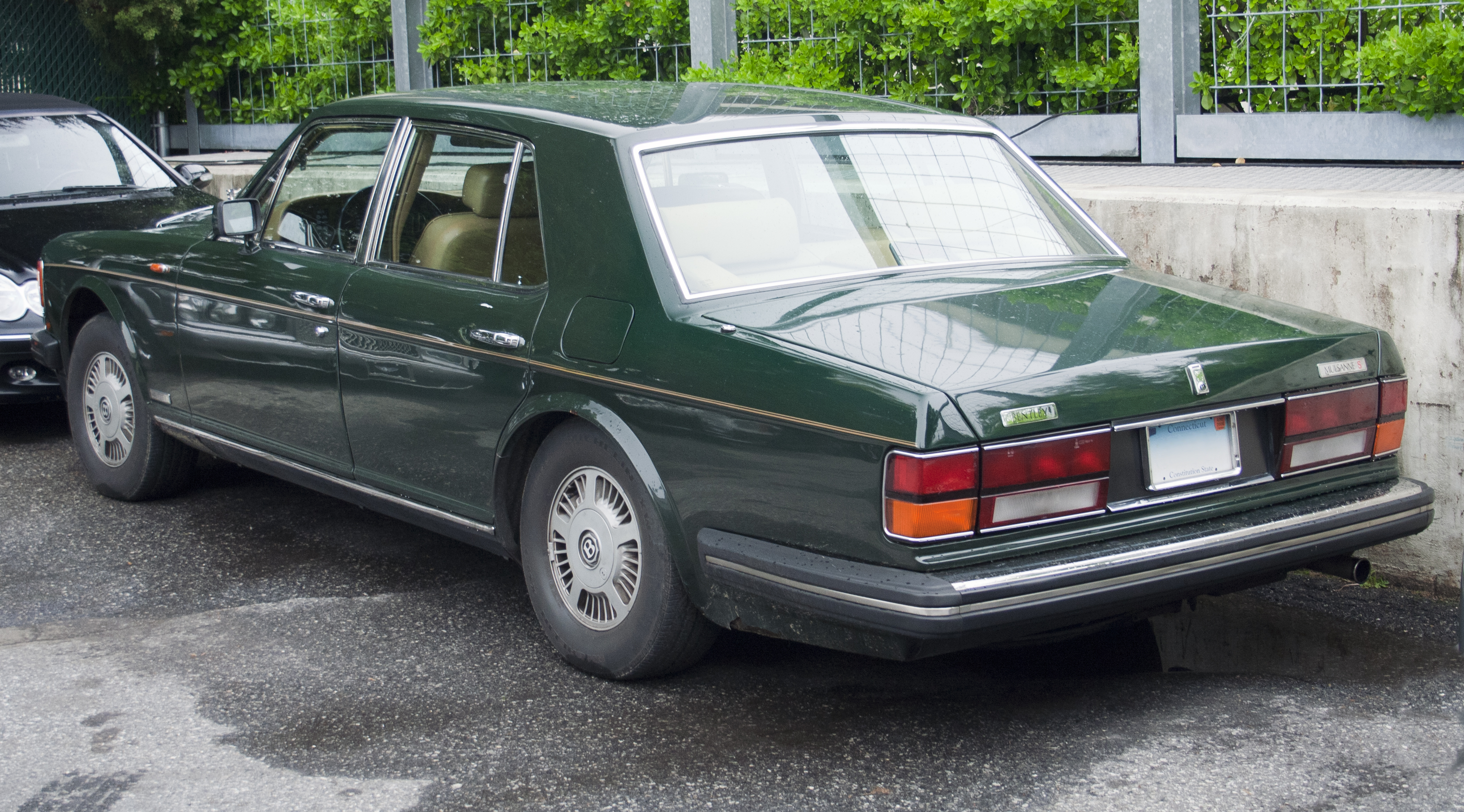
Mulsanne S, achteraanzicht
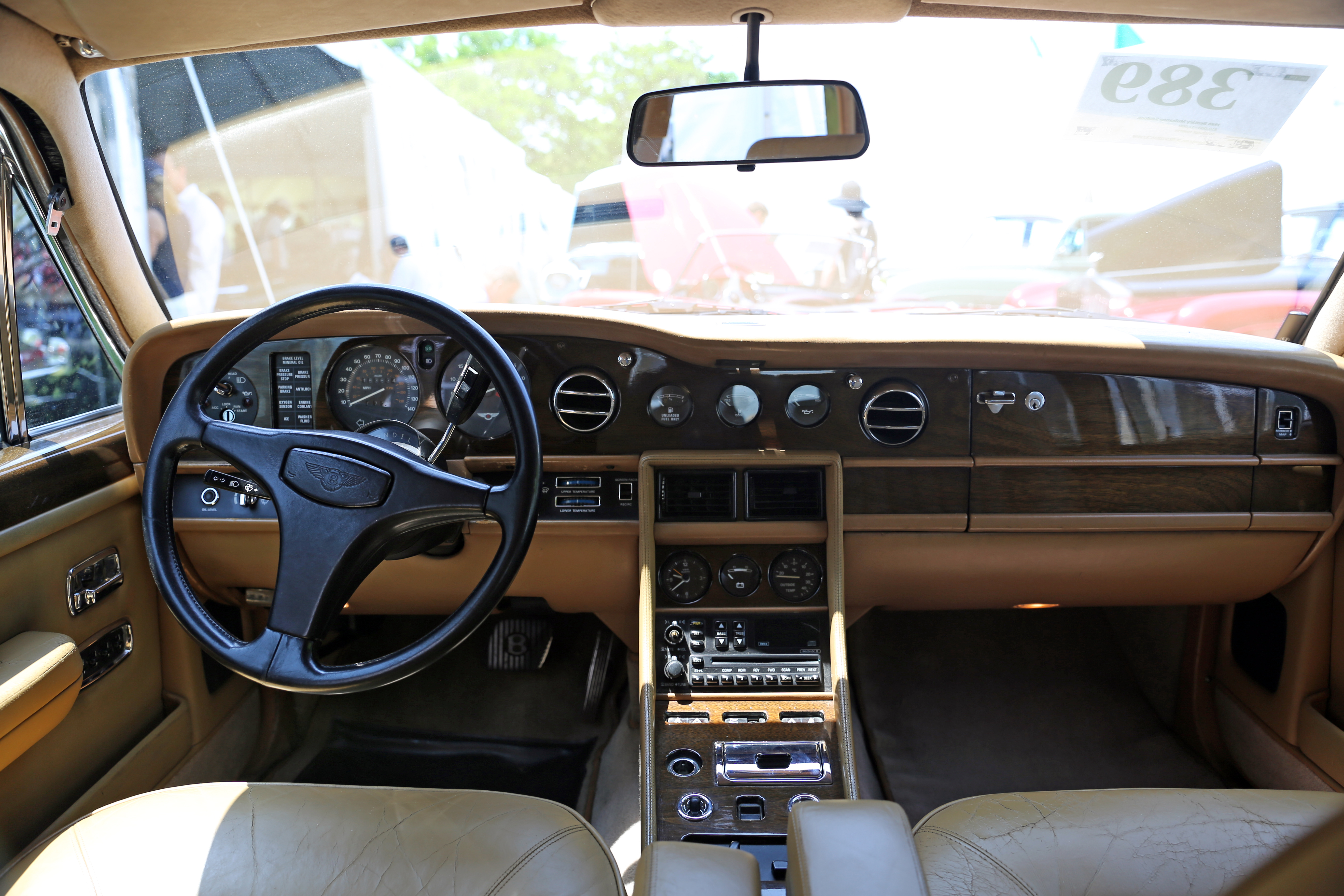
Mulsanne S, interieur
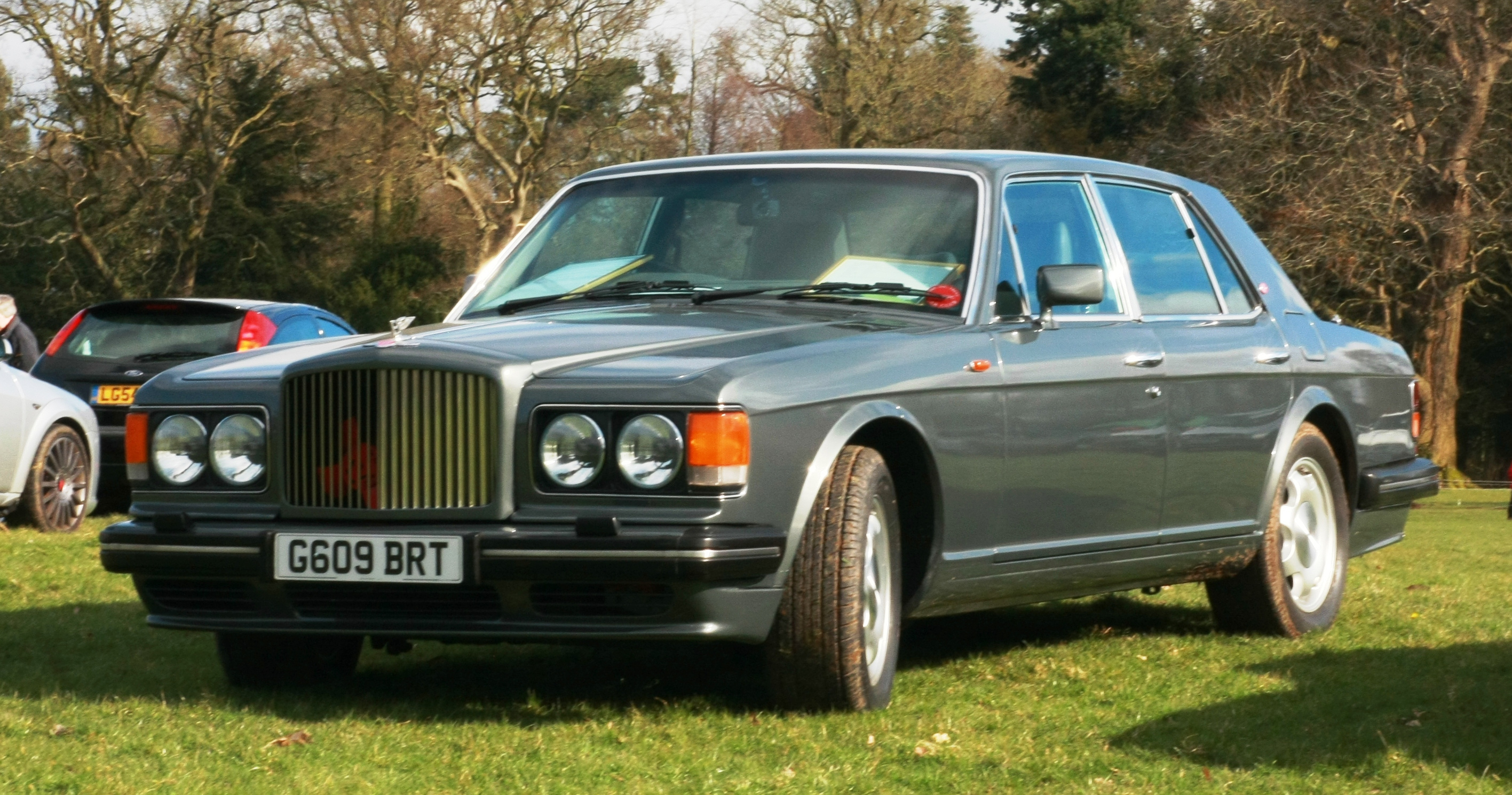
Mulsanne S met dubbele ronde koplampen (1989)